# Tensbüttel-Röst
Tensbüttel-Röst là một đô thị thuộc huyện Dithmarschen, trong bang Schleswig-Holstein, nước Đức. Đô thị Tensbüttel-Röst có diện tích 19,36 km², dân số thời điểm 31 tháng 12 năm 2006 là 691 người.